# Kinyongia vosseleri
Kinyongia vosseleri — вид ігуаноподібних ящірок родини хамелеонових (Chamaeleonidae). Ендемік Танзанії. Вид названий на честь німецького зоолога Юліуса Фосселера.

## Поширення і екологія
Kinyongia vosseleri мешкають в горах Східної Усамбари на сході Танзанії. Вони живуть у вологих гірських тропічних лісах, трапляються на узліссях та в деградованих лісах. Зустрічаються на висоті до 1500 м над рівнем моря.

## Збереження
МСОП класифікує цей вид як такий, що перебуває під загрозою зникнення. Kinyongia vosseleri загрожує знищення природного середовища.